# Чернак, Михал
Ми́хал Че́рнак (чеш. Michal Černák; род. 1 сентября 2003) — чешский футболист, полузащитник клуба «Яблонец».

## Клубная карьера
Чернак — воспитанник клуба «Яблонец». 30 мая 2020 года в матче против столичной «Славии» он дебютировал в чемпионате Чехии. 26 февраля 2022 года в поединке против либерецкого «Слована» Франтишек забил свой первый гол за «Яблонец». 